# Dubino
Dubino là một đô thị ở tỉnh Sondrio trong vùng Lombardia của Italia, có vị trí khoảng 80 km về phía đông bắc của Milano và khoảng 30 km về phía tây của Sondrio. Tại thời điểm ngày 31 tháng 12 năm 2004, đô thị này có dân số 3.270 người và diện tích là 13,1 km².
Dubino giáp các đô thị: Andalo Valtellino, Cino, Delebio, Gera Lario, Mantello, Novate Mezzola, Piantedo, Sorico, Verceia.